# Eschweilera piresii
Eschweilera piresii é uma espécie de lenhosa da família Lecythidaceae.
Apenas pode ser encontrada no seguinte país: Brasil, no Pará, Amazônia.
Está ameaçada por perda de habitat.

## Sub-espécies
Há duas sub-espécies, ambas em perigo. Eschweilera piresii subsp. piresii Mori esta classificada como EN (em perigo) pela IUCN, mas Eschweilera piresii subsp. viridipetala Mori está classificada como CR (em perigo crítico).